# Hiroshi Ninomiya
Hiroshi Ninomiya (n. 13 februarie 1937) este un fost fotbalist japonez.

## Statistici
| Japonia | Japonia | Japonia |
| An      | Meciuri | Goluri  |
| ------- | ------- | ------- |
| 1958    | 2       | 0       |
| 1959    | 9       | 9       |
| 1960    | 0       | 0       |
| 1961    | 1       | 0       |
| Total   | 12      | 9       |